# Georg Potrebitsch
Georg Potrebitsch (* 20. März 1984 in Wladiwostok, Sowjetunion) ist ein ehemaliger deutscher Triathlet. Er ist Deutscher Meister auf der Triathlon-Langdistanz (2011).

## Werdegang
Georg Potrebitsch wurde in der Sowjetunion geboren. Mit 14 Jahren kam er mit seinen Eltern und Geschwistern nach Gladbeck. Seine Leidenschaft gehörte dem Schwimmsport und im Jahr 2000 entdeckte er die „neue“ Sportart Triathlon (Olympia in Sydney 2000). Kurz darauf in 2004 erfolgten die ersten Starts in der Triathlon-Bundesliga.
Bei seinem ersten Start auf der Langdistanz 2008 gewann Georg Potrebitsch mit seinem siebzehnten Platz bei der Langdistanz-Weltmeisterschaft beim Almere-Triathlon als schnellster Amateur insgesamt seine Altersklasse 20–24 Jahre.
Georg Potrebitsch, alias „Little Georg“, war von 2010 bis 2015 als Profi aktiv. Von 2012 an startete Potrebitsch zusammen mit Jan Raphael, Timo Bracht und Horst Reichel für das 21run.com Triathlon Team, aus dem 2013 das Power Horse Triathlon Team wurde und 2015 das Team Sport for Good entstand.

### Deutscher Meister Triathlon-Langdistanz 2011
Im Juli 2011 wurde er in Frankfurt beim Ironman Germany Vierter (Ironman European Championships) und im September in Köln wurde Georg Potrebitsch auch Deutscher Meister auf der Triathlon-Langdistanz. Im Juli 2015 gab Potrebitsch sein Karriere-Ende als Profi-Triathlet bekannt.
Georg Potrebitsch ist studierter Diplom-Wirtschaftsingenieur (FH) der Fachrichtung Facility Management (Immobilienverwaltung). Nach der Profikarriere ist er dem Triathlon Sport treu geblieben und arbeitet als Berater in Bereichen Bikefitting und Schwimmanalysen bei KANN-SPORT in Gladbeck.

## Sportliche Erfolge
| Datum/Jahr    | Rang | Wettbewerb                                           | Austragungsort        | Zeit     | Bemerkung                                                                       |
| ------------- | ---- | ---------------------------------------------------- | --------------------- | -------- | ------------------------------------------------------------------------------- |
| 24. Aug. 2014 | 2    | ICAN Germany                                         | Nordhausen            | 04:06:27 |                                                                                 |
| 6. Juli 2014  | 4    | Ironman 70.3 Norway                                  | Haugesund             | 03:56:27 |                                                                                 |
| 25. Aug. 2013 | 1    | ICAN Germany                                         | Nordhausen            | 03:57:44 | Sieger bei der Erstaustragung der spanischen ICAN-Triathlonserie in Deutschland |
| 16. Juni 2013 | 1    | Ingolstadt Triathlon                                 | Ingolstadt            | 03:31:14 | Sieger auf der Mitteldistanz                                                    |
| 13. Apr. 2013 | 5    | Challenge Fuerteventura                              | Fuerteventura         | 04:10:03 | auf der Halbdistanz                                                             |
| 10. Juni 2012 | 11   | ETU Triathlon Middle Distance European Championships | Kraichgau             | 04:03:30 | Europameisterschaft auf der Mitteldistanz, im Rahmen der Challenge Kraichgau    |
| 14. Mai 2012  | 1    | Gladbeck Olympic                                     | Gladbeck              | 01:42:42 | Sieger mit Streckenrekord                                                       |
| 7. Mai 2012   | 2    | Mallorca Olympic                                     | Colònia de Sant Jordi | 01:47:13 | Zweiter hinter Timo Bracht                                                      |
| 14. Mai 2011  | 10   | Ironman 70.3 Mallorca                                | Alcúdia               | 04:07:49 | [ 8 ]                                                                           |
| 7. Mai 2011   | 1    | Campeonato Illes Balears                             | Colònia de Sant Jordi | 01:45:27 | [ 9 ] [ 10 ]                                                                    |
| 17. Apr. 2011 | 7    | TriStar111 Mallorca                                  | Portocolom            | 03:45:00 | Schulter an Schulter mit dem amtierenden Hawaii-Champion                        |
| 2011          | 1    | PSD Triathlon Dortmund                               | Dortmund              |          | Sieger auf der olympischen Distanz                                              |
| 20. Juni 2010 | 1    | Open Holland Championship Stein                      | Stein                 | 05:26:07 | Sieger beim „Klassiker“ mit neuem Streckenrekord                                |

| Datum/Jahr    | Rang | Wettbewerb                                       | Austragungsort    | Zeit     | Bemerkung                                                               |
| ------------- | ---- | ------------------------------------------------ | ----------------- | -------- | ----------------------------------------------------------------------- |
| 26. Okt. 2014 | 3    | ICAN Gandia-Valencia                             | Valencia          | 08:40:49 |                                                                         |
| 14. Sep. 2013 | 2    | Challenge Almere-Amsterdam                       | Amsterdam         | 08:43:19 | [ 13 ]                                                                  |
| 4. Mai 2013   | 2    | Challenge Taiwan                                 | Taiwan            | 08:27:06 | [ 14 ]                                                                  |
| 8. Juli 2012  | 8    | Challenge Roth                                   | Roth              | 08:21:39 | sechster Rang bei der ITU-Europameisterschaft auf der Langdistanz       |
| 8. Okt. 2011  | 31   | Ironman Hawaii                                   | Hawaii            | 09:15:08 | Weltmeisterschaft auf der Ironman-Distanz                               |
| 4. Sep. 2011  | 1    | DTU Deutsche Meisterschaft Triathlon Langdistanz | Köln              | 08:28:25 | Sieger beim Köln-Triathlon (Cologne226)                                 |
| 24. Juli 2011 | 4    | Ironman Germany                                  | Frankfurt am Main | 08:22:29 | Ironman European Championship                                           |
| 3. Okt. 2010  | 3    | Challenge Barcelona-Maresme                      | Barcelona         | 08:21:11 | Challenge Serie über die klassische Langdistanz                         |
| 29. Aug. 2009 | 1    | Almere-Triathlon                                 | Almere            | 08:31:38 | Sieger beim Langdistanz-Klassiker                                       |
| 31. Aug. 2008 | 17   | ITU Triathlon Long Distance World Championships  | Almere            | 06:09:21 | Weltmeister der Altersklasse 20–24 Jahre, schnellster Amateur insgesamt |

| Datum/Jahr    | Rang | Wettbewerb                            | Austragungsort | Zeit     | Bemerkung                                   |
| ------------- | ---- | ------------------------------------- | -------------- | -------- | ------------------------------------------- |
| 17. Sep. 2011 | 1    | International Cross Triathlon Ameland | Ameland        | 02:35:14 | Sieger beim internationalen Cross Triathlon |